# Пентоминијум
Пентоминијум (енгл. Pentominium) је један од многобројних незавршених облакодера у Дубаиjу у Уједињеним Арапским Емиратима. Званично, он и даље има статус објекта у изградњи. Налази се надомак Палме. Завршетак изградње био је предвиђен за 2011. годину и да је тада довршен, са својих 618 m, представљао би једну од највиших грађевина на свету. До 2011. завршено је 22 спрата облакодера а онда су радови обустављени. Као главни разлог наводе се огромни дугови у којима се нашла грађевинска компанија. 
Занимљиво је то што је целокупни простор био намењен индивидуалном становању: становима и апартманима, шта би га са својих 120 спратова чинило највишим стамбеним грађевинским простором.
У склопу зграде предвиђено је отварање шопинг центра и спортко-медицинских комплекс намењен станарима.
Због своје висине, архитектие су наишле на низ проблема, првенствено због утицаја ветрова и високе топлоте. Решење је пронађено у конструкцији зграде. Северна страна облакодера била би карактеристична по једноставним линијама, док би се на јужној страни налазили балкони и висећи вртови. Тиме би била смањена снага ветрова. Висећи вртови имали би задатак да повећавају количину кисеоника на вишим нивоима. Смањење топлотних утицаја постигло би се стакленом фасадом.